# För alltid patriot
För alltid patriot är en svensk dokumentärfilm från 2010 i regi av Renzo Aneröd och Bo Harringer. Filmen skildrar vardagen och tankarna hos en grupp ungdomar i Sverige som anser sig vara nationalister men inte rasister. Filmen premiärvisades den 2 oktober 2010 på biograf Harlekinen i Norrköping som en del av en filmfestival och biopremiär hade den 10 december samma år.
Musiken i filmen framförs av Njord och Månegarm.